# علاقات كوبا مع الاتحاد السوفييتي
اعتمدت كوبا على الأسواق السوفييتية والمساعدات العسكرية بشكل متزايد بعد تأسيس العلاقات الدبلوماسية مع الاتحاد السوفييتي بعد الثورة الكوبية في عام 1959، وكانت حليفةً للاتحاد السوفييتي خلال الحرب الباردة. في عام 1972، انضمت كوبا إلى كوميكون (مجلس التعاون الاقتصادي)، وهو منظمة اقتصادية للدول مصممة لخلق تعاون بين الاقتصادات الشيوعية المخططة، والتي سيطر عليها أكبر اقتصاد فيها، وهو اقتصاد الاتحاد السوفييتي. حافظت موسكو على تواصل مباشر مع هافانا وارتبطت معها بعلاقات وثيقة ومتنوعة حتى نهاية الاتحاد السوفييتي في عام 1991. دخلت كوبا في حينها حقبة من الصعوبات الاقتصادية الخطيرة سُميت الحقبة الخاصة.

## تاريخها

### العلاقات قبل الثورة الكوبية
تطورت العلاقات الدبلوماسية الأولى بين الاتحاد السوفييتي وكوبا خلال الحرب العالمية الثانية. أسس ماكسيم ليتفينوف، السفير السوفييتي في الولايات المتحدة، أول سفارة سوفييتية في هافانا في عام 1943، وزار دبلوماسيون كوبيون موسكو في السنة نفسها برعاية الرئيس فولغينسو باتيستا. قام الكوبيون أنفسهم بعدد من الاتصالات مع الشيوعيين الكوبيين، الذين كان لهم موطئ قدم في تحالف باتيستا الحاكم. أصبح آندريه غروميك، خليفة ليتفينوف، سفيرًا للولايات المتحدة وكوبا معًا لكنه لم يزر الأخيرة خلال فترة توليه لمنصبه.
بعد الحرب، سعت حكومات رامون غراو وكارلوس بريو إلى عزل الحزب الشيوعي الكوبي، وتم التخلي عن العلاقات مع الاتحاد السوفييتي. عاد باتيستا إلى السلطة في عام 1952 بعد انقلاب أدى إلى إغلاق السفارة.

### بعد الثورة
دفعت الثورة الكوبية فيديل كاسترو إلى السلطة بتاريخ 1 يناير عام 1959، لكنها لم تلاقي صدىً يذكر في موسكو في البداية. لم يكن المخططون السوفييت، الذين استسلموا للسيطرة الأمريكية على نصف الكرة الغربي، مستعدين لاحتمالية وجود حليف لهم في المنطقة مستقبلًا. وفقًا لشهادات لاحقة من رئيس الوزراء السوفييتي نيكيتا خروتشوف، لم يكن لدى اللجنة المركزية للحزب الشيوعي السوفييتي أو المخابرات السوفييتية أي فكرة من هو كاسترو أو ما الذي كان يقاتل من أجله. نصحهم خروتشوف باستشارة الشيوعيين الكوبيين، الذين أفادوا بأن كاسترو كان ممثلًا «للبرجوازية الراقية» وكان يعمل لدى وكالة الاستخبارات المركزية.
في فبراير عام 1960، أرسل خروتشوف نائبه، أناستاس ميكويان، إلى كوبا لاكتشاف الدافع الذي حرك كاسترو، والذي كان قد عاد من رحلة فاشلة إلى العاصمة واشنطن رُفض فيها طلب لقائه بالرئيس الأمريكي دوايت آيزنهاور. وفقًا للتقارير، حاول مساعدو خروتشوف في البداية وصف كاسترو بأنه عميل أمريكي غير جدير بالثقة.
عاد ميكويان من كوبا برأي مفاده أنه يجب تقديم المساعدة اقتصاديًا وسياسيًا لإدارة كاسترو الجديدة، لكن كان ما يزال هناك حديث عن مساعدة عسكرية.
جعل تفاقم حظر واشنطن الاقتصادي على كوبا تسعى إلى أسواق جديدة بسرعة لتجنب كارثة اقتصادية. طلب كاسترو المساعدة من السوفييت، ورد خروتشوف على ذلك بالموافقة على الشراء المؤقت للسكر الكوبي في مقابل الوقود السوفييتي. كان الاتفاق بأن يلعب الاتحاد السوفييتي دورًا في الحفاظ على الاقتصاد الكوبي لعدة سنوات قادمة. بعد فشل غزو خليج الخنازير في عام 1961، أعلن كاسترو أن كوبا ستصبح جمهورية اشتراكية. أرسل خروتشوف التهاني إلى كاسترو على صده للغزو لكنه كان يعتقد سرًا بأن الأمريكيين سيضغطون بثقل جيشهم النظامي قريبًا. أصبح الدفاع عن كوبا مسألة احترام للاتحاد السوفييتي، واعتقد خروتشوف أن الأمريكيين سيقطعون جميع الاتصالات بالجزيرة سواء عن طريق البحر أو الجو.

### أزمة صواريخ كوبا
وافق خروتشوف على خطة انتشار للجنود في مايو عام 1962، وذلك بشكل أساسي ردًا على مخاوف كاسترو من غزو أمريكي آخر، وبحلول أواخر شهر يوليو كانت أكثر من 60 سفينة سوفييتية في طريقها إلى كوبا، بعضها كان يحمل موادًا عسكرية. صورت الرحلة الجوية يو-2، في صباح 14 أكتوبر، سلسلة من مواقع صواريخ أرض-جو قيد الإنشاء. أعلن الرئيس جون إف. كينيدي في خطاب بُث عبر شاشة التلفاز بتاريخ 22 أكتوبر عن اكتشاف المنشآت وأعلن أن أي هجوم صاروخي نووي من كوبا سيعتبر هجومًا من الاتحاد السوفييتي وسيتم الرد عليه وفقًا لذلك. أرسل خروتشوف رسائل إلى كينيدي بتاريخ 23 و24 أكتوبر الطابع الردعي للصواريخ في كوبا والنوايا السلمية للاتحاد السوفييتي.
بتاريه 26 أكتوبر، عرض السوفييت سحب الصواريخ في مقابل ضمانات أمريكية بتجنب تنفيذ أو دعم غزو كوبا وإزالة جميع الصواريخ في جنوب إيطاليا وتركيا. قُبلت الصفقة وانحسرت الأزمة.
كان لأزمة الصواريخ الكوبية تأثير كبير على البلدان المعنية. أدت إلى ذوبان الجليد عن العلاقات السوفييتية الأمريكية لكنها وترت العلاقات الكوبية السوفييتية. لم تتم استشارة كاسترو خلال المفاوضات بين خروتشوف وكينيدي وأغضبه الانسحاب السوفييتي الأحادي للصواريخ والقاذفات. انتقدت جمهورية الصين الشعبية أيضًا النتائج علنًا.

### محطة لودرز لاستخبارات الإشارات
في عام 1962، أنشأ السوفييت منشأة لاستخبارات الإشارات (سيغنيت) في لورد، جنوب هافانا مباشرةً. كان منشأة سيغنيت في لورد واحدة من أهم كفاءات جمع المعلومات الاستخبارية التي تستهدف الولايات المتحدة. سمحت للسوفييت بمراقبة جميع اتصالات الأقمار الصناعية للجيش والمدنيين الأمريكيين.[بحاجة لمصدر]
أُهملت المحطة في عام 2002.

### رحلة كاسترو إلى موسكو
بعد الأزمة، في يونيو عام 1963، قام كاسترو بزيارة تاريخية إلى الاتحاد السوفييتي، وعاد إلى كوبا ليدعو إلى مشاريع البناء التي شاهدها، خاصةً محطات الطاقة المائية في سيبيريا. تحدث كاسترو أيضًا عن تطوير الزراعة السوفييتية وأكد بشكل متكرر على ضرورة استخدام الخبرة السوفييتية في حل المهام الداخلية للبنية الاشتراكية في كوبا. أكد كاسترو على أن السوفييت «عبروا من خلال أفعالهم عن محبتهم لكوبا وتضامنهم معها».
خلال الرحلة، تفاوض كاسترو وخروتشوف في صفقات تصدير السكر الجديدة وطرق زراعية لحل المشكلة الرئيسية المتعلقة بزيادة إنتاج السكر.
رغم محاولات السوفييت استرضاء كاسترو، كانت العلاقات الكوبية السوفييتية ما تزال تشوبها بعض الصعوبات. زاد كاسترو من اتصالاته مع الصين، واستغل الانقسام الصيني السوفييتي المتصاعد وأعلن نيته البقاء على الحياد والحفاظ على العلاقات الأخوية مع جميع الدول الاشتراكية. أثر الانقسام الصيني السوفييتي أيضًا على علاقة كاسترو مع تشي غيفارا، الذي تبنى وجهة نظر أكثر ماوية بعد الصراع الأيديولوجي بين الحزب الشيوعي السوفييتي والحزب الشيوعي الصيني. في عام 1966، غادر غيفارا إلى بوليفيا في محاولة مشؤومة لإثارة ثورة ضد حكومة البلد.

### الغزو السوفييتي لتشيكوسلوفاكيا
بتاريخ 23 أغسطس عام 1968، قام كاسترو بمبادرة علنية تجاه الاتحاد السوفييتي أعاد فيها تأكيد دعمه. بعد يومين من الغزو السوفييتي لتشيكوسلوفاكيا، توجه كاسترو عبر موجات الأثير واستنكر علانية «التمرد» التشيكي. حذر كاسترو الشعب الكوبي من «أعداء الثورة» التشيكوسلوفاكيين الذين «كانوا يدفعون تشيكوسلوفاكيا باتجاه الرأسمالية وإلى أحضان الإمبريالية». دعا قادة التمرد بأنهم «عملاء ألمانيا الغربية ورعاع فاشيون رجعيون». كفل السوفييت الاقتصاد الكوبي بقروض إضافية وزيادة فورية في صادرات النفط، وذلك ردًا على دعم كاسترو العلني للغزو في حين اعتبر العديد من الحلفاء السوفييت الغزو انتهاكًا لسيادة تشيكوسلوفاكيا.[بحاجة لمصدر]